# Батет, Меричель
Мериче́ль Бате́т Лама́нья (кат. Meritxell Batet Lamaña; род. 19 марта 1973, Барселона) — испанский политический деятель. Член Социалистической партии Каталонии. В прошлом — председатель Конгресса депутатов (2019—2023). В 2018—2019 годах занимала должность министра территориальной политики Испании в правительстве под председательством Педро Санчеса.

## Биография
Внучка генерала Доминго Батета. В 1995 году Меричель Батет окончила юридический факультет Университета имени Помпеу Фабры. В 1998 году получила дополнительное образование в области недвижимости и урбанистики. В 1995—1998 годах работала на должности преподавателя административного права в Университете имени Помпеу Фабры, в настоящее время преподаёт конституционное право. Со студенческих лет увлеклась политикой и в течение нескольких лет работала ассистентом первого секретаря Социалистической партии Каталонии Нарсиса Серры, не вступая при этом в партию. На выборах в Конгресс депутатов Испании 2004 года беспартийная Меричель Батет занимала 9-ю строчку в избирательном списке Социалистической партии Каталонии от Барселоны, возглавляемого Хосе Монтильей. В 2008 году вступила в Социалистическую партию Каталонии. На парламентских выборах 2008 года Батет возглавляла избирательный список СПК по Барселоне, в 2011 году участвовала в парламентских выборах на 8-м месте в избирательном списке.
В феврале 2013 года Меричель Батет вместе с несколькими другими депутатами от Социалистической партии Каталонии в нарушение дисциплины голосования фракции каталонских социалистов проголосовала за процедуру, предложенную каталонскими сепаратистами в Конгрессе, позволявшую инициировать референдум о будущем отношений Каталонии с остальной частью Испании, и выплатила наложенный за это штраф в 600 евро. В июле 2014 года Меричель Батет была назначена секретарём по вопросам образования в Федеральной исполнительной комиссии ИСРП. На парламентских выборах 2015 года выдвигалась вторым номером в избирательном списке ИСРП по Мадриду вместе с генеральным секретарём Педро Санчесом. По поручению Санчеса являлась координатором предвыборной программы и работы группы экспертов, готовивших предложения по пересмотру Конституции Испании. В феврале 2016 года Батет являлась одним из доверенных лиц Педро Санчеса на переговорах с другими политическими силами по достижению альянса с целью формирования правительства, альтернативного Народной партии. В апреле 2016 года Меричель Батет после отказа Карме Чакон возглавила избирательный список Социалистической партии Каталонии по Барселоне на парламентских выборах, назначенных на июнь 2016 года.
После вотума недоверия правительству Мариано Рахоя Меричель Батет вошла в состав нового кабинета министров, возглавляемого Педро Санчесом, и заняла пост министра государственного управления. На досрочных парламентских выборах 2019 года Меричель Батет возобновила свой мандат депутата Конгресса. На учредительном заседании Конгресса депутатов Испании 21 мая 2019 года Меричель Батет была избрана председателем нижней палаты испанского парламента.
Меричель Батет в 2005—2016 годах состояла в браке с Хосе Мария Лассалем, депутатом Конгресса от Народной партии. В 2013 году у них родились дочери-близняшки Адриана и Валерия.

## Публикации
- E. Niubó, M. Batet, J. Majó , Europa, Federalisme, Socialdemocràcia XXI, Fundació Rafael Campalans, Barcelona, 2012.
- L’esperança cívica d’Europa. Reflexions sobre el paper de la ciutadania a partir de la nova Constitució Europea. Publicado en FRC Revista de Debat Polític, primavera 10, 2005.
- Indicadores de gestión de servicios públicos locales. Document Pi i Sunyer número 25, Fundació Carles Pi i Sunyer, Barcelona 2004
- Indicadors de gestió de serveis públics locals: una iniciativa des de Catalunya. En Evaluación y control de políticas públicas. Indicadores de gestión. Ayuntamiento de Gijón, 2002